# Kniepsand
Le Kniepsand, anciennement Knipsand (Öömrang : a Kniip), est un banc de sable qui se déplace extrêmement lentement dans la mer du Nord. Il se situe le long de la côte ouest de l'île d'Amrum, dans le Land allemand du Schleswig-Holstein, et couvre une superficie d'environ 10 km²,. 

## Nom
Le nom de Kniepsand est mentionné pour la première fois sur une carte de 1652. Avant cela, ce banc de sable avait été Ameren Bor, soit "barrière d'Amrum" sur une carte datant de 1585. Le nom Kniepsand vient du mot Öömrang kniap signifiant "pincer"[source insuffisante].

## Géographie
Le Kniepsand forme une plage de sable de 15 km de long et environ 1 km de large, avec une largeur maximale de 1,5 km par endroits,. La superficie de l'île d'Amrum augmente de 50 % si on le prend en compte (20 km2 pour l'île seule, 30,5 km2 avec le Kniepsand).
Le Kniepsand est situé le long de toute la côte ouest de l'île et se prolonge directement par les dunes de sable situées sur l'île. Néanmoins, d'un point de vue géologique, le Kniepsand ne fait pas partie d'Amrum, île formée par une moraine de l'époque saalienne,. Le Kniepsand fait office de protection naturelle de l'île en cas d'ondes de tempête et fournit du sable en abondance pour la ceinture de dunes qui s'y rattache.
Le Kniepsand se déplace progressivement et a ainsi longtemps été situé au large de l'île d'Amrum. Il se déplace actuellement d'environ 50 m vers le nord chaque année. Au cours des prochains siècles, le Kniepsand devrait continuer à migrer autour de la pointe nord d'Amrum, l'Amrumer Odde. 
Le Kniepsand, qui se situe 1,75 m au-dessus du niveau de la mer, n'est habituellement pas submergé. Il s'agit d'un Hochsand, c'est-à-dire un banc de sable de la mer des Wadden qui se trouve au-dessus du niveau des marées hautes moyennes. Il est submergé uniquement pendant les fortes ondes de tempêtes hivernales. Les dunes primaires qui se sont formées pendant l'été sont alors souvent érodées. 

## Histoire
Au Moyen Âge, une station de pêche se trouvait à la hauteur de l'actuelle plage de Süddorf. En raison de la rotation croissante du Kniepsand vers la côte, elle s'ensabla.
En 1585, le Kniepsand est mentionné sur une carte marine du cartographe néerlandais Lucas Janszoon Waghenaer sous le nom d'Ameren bor, en français : "Barrière d'Amrum". À l'époque, il se situait à peu près à angle droit par rapport à l'île d'Amrum et était clairement séparé de l'île. Le Kniepsand est encore situé au large de l'île d'Amrum pendant tout le XVIIe siècle.
Le processus de rotation du Kniepsand vers la côte. s'est accéléré à partir du milieu du XIXe siècle. En 1865, la station de sauvetage en mer d'Amrum se trouvait à la hauteur de Nebel et dut ensuite être déplacée plusieurs fois en l'espace de deux décennies vers le nord jusqu'à la plage de Norddorf. Le port Kniephafen, qui se trouvait à l'abri du Kniepsand dans une estacade près de Norddorf, servait au milieu du 19e siècle de port de pêche. Il est visible sur une carte topographique prussienne de 1878. Au début du XXe siècle, il servait encore de mouillage à de grands navires marchands en hiver, mais en raison de l'ensablement croissant, il a dû être déplacé vers le nord en 1901, 1909 et 1938, jusqu'à ce qu'il soit complètement abandonné pendant la Seconde Guerre mondiale. Jusqu'au milieu des années 1960, le Kniepsand était encore séparé de l'île par un chenal de marée. Depuis lors, le Kniepsand continue à se déplacer autour de l'Amrumer Odde.
À la fin du 19e siècle, un embranchement du chemin de fer de l'île d'Amrum a été construit de Wittdün à travers les dunes jusqu'au-dessus du Kniepsand, mais les rails et les bâtiments balnéaires ont été détruits dès la première onde de tempête en hiver. La ligne a été reconstruite plusieurs fois avant d'être finalement abandonnée. 

## Tourisme
Le Kniepsand fait office de plage de l'île d'Amrum et constitue l'une des plus plus larges plages d'Europe. Il y a plusieurs plages de baignade surveillées et des sections nudistes. Dans certaines zones, les vacanciers construisent des bâtiments en bois fantaisistes avec des débris échoués sur la plage, qui sont ensuite détruits par les ondes de tempêtes en automne. 

## Protection de la nature et du paysage
Le Kniepsand ne fait pas partie du Parc national de la mer des Wadden du Schleswig-Holstein, mais il a été notifié au réseau européen de zones protégées Natura 2000 en tant que partie de la zone d'habitat de la faune et de la flore sous le nom de "Paysages côtiers et dunaires d'Amrum". Quelques zones du Kniepsand sont ainsi interdites à l'être humain. Il s'agit notamment - à l'exception de la frange fluviale - de la réserve naturelle d'Amrum-Odde, du Kniepsand à l'ouest du phare de Norddorf ainsi que de la pointe sud du Kniepsand près de Wittdün. Ces zones servent de refuge ou de lieu de reproduction à de nombreuses espèces d'oiseaux. En outre, elle fait partie de la zone de protection du paysage "Amrum".